# Queen Charlton
Queen Charlton är en by i civil parish Compton Dando, i distriktet Bath and North East Somerset, i grevskapet Somerset, i England. Byn är belägen 12 km från Bath. Queen Charlton var en civil parish fram till 1933 när blev den en del av Compton Dando. Civil parish hade 94 invånare år 1931.